# Сифи, Мокдад
Мокдад Сифи (араб. مقداد سيفي‎) — государственный и политический деятель Алжира. С 1994 по 1995 год занимал должность премьер-министра страны.

## Биография
Родился 21 апреля 1940 года в алжирском городе Тебесса. В 1962 году окончил стал бакалавром математических наук, окончив колледж в Аннабе. Во время учебы он принимал активное участие во Всеобщем союзе алжирских студентов-мусульман. После обретения Алжиром  независимости Мокдад Сифи изучал физику в Университете Алжира, а также преподавал математику в средней школе Бен-Анкуна. После окончания университета он присоединился к компании Sonelgaz в качестве инженера, а затем отправился учиться во Францию, где получил степень магистра в области физики.
После возвращения из Франции поступил на государственную службу в Алжире. Работал в Министерстве торговли и Министерстве финансов, был секретарем Министерства общественных работ. С 11 апреля 1994 по 31 декабря 1995 года являлся премьер-министром страны. После отставки работает в парламенте Алжира, пользуется поддержкой Национального демократического объединения и находится в оппозиции к действующему президенту Абделю Азизу Бутефлике. Мокдад Сифи выступает против общей амнистии и переговоров с «убийцами женщин и детей». Поддерживает рыночную экономику, но при этом считает, что государство должно оставаться главным участником в экономических и социальных делах Алжира.